# Festival Internacional Ojo al Sancocho
El Festival Internacional Ojo al Sancocho es un festival internacional de cine y vídeo comunitario que se realiza cada año desde 2008 en la localidad de Ciudad Bolívar en Bogotá. Colombia.  Acreditado por la Asociación Nacional de Festivales (ANAFE), junto con los festivales de Bogotá, Popayán, San Agustín, Villa de Leyva, Barichara, entre otros. 
| Festival Ojo al Sancocho |                                  |
| ------------------------ | -------------------------------- |
| Acrónimo                 | FICVAC                           |
| Ubicación                | Ciudad Bolívar, Bogotá, Colombia |
| Primera Edición          | 2008                             |
| Idioma                   | Español                          |
| Director                 | Daniel Bejarano                  |
| Página web               | http://www.ojoalsancocho.org/    |

## Historia

### Orígenes
Se puede considerar que la idea del actual festival, nace hacia el año 2008, en donde un grupo de jóvenes se interesa en dar a conocer muestras audiovisuales diferentes que se salían un poco del contexto del cine tradicional.  En aquella época debido a que el gusto por lo audiovisual crecía cada vez más, se dieron cuenta de que este podría ser la herramienta ideal para visibilizar la localidad de Ciudad Bolívar a nivel local, nacional e internacional.  La localidad 19, ubicada al sur de la capital colombiana ha sido reconocida por ser una localidad con condiciones económicas precarias, foco de violencia y desigualdad. Si bien ciudad bolívar ha tenido un proceso de crecimiento y evolución, sigue siendo uno de los sectores más marginados de la ciudad. Identificando este tipo de problemáticas, Daniel Bejarano y su grupo deciden crear el Festival Internacional de Cine y Vídeo Alternativo y Comunitario Ojo al Sancocho, con el objetivo de transformar la imagen de la localidad, siendo esta el punto de encuentro

### Ojo al Sancocho
Con el nombre se pretende recrear a Ciudad Bolívar como un sancocho (plato típico popular colombiano, caracterizado por su variedad de ingredientes) tanto en la parte física, como arquitectónica, política y por supuesto cultural. Por otro lado hace alusión al momento de integración que se vive cuando se va a consumir el plato. El festival en últimas busca convertirse en ese espacio de integración alrededor de lo audiovisual y compartirlo con la comunidad.

### Primeras ediciones
Durante la semana del  17 de octubre de 2008 se realizó la primera edición de este festival, la cual sentó un precedente en la historia del cine alternativo y comunitario ya que alcanzó las 90 producciones tanto locales como nacionales e internacionales y contó con Francia como país invitado de honor.
El siguiente año se llevó a cabo la segunda edición del 18 al 25 de septiembre en la que Cuba sobresalió como país invitado.

## Categorías
-Producción Ciudad Bolívar-Soacha 
-Ficción Nacional 
-Documental Nacional 
-Ficción Internacional 
-Documental Internacional 
-Producción Comunitaria 
-Animación 
-Producción Universitaria 

## Reconocimientos
-Una de las 100 experiencias que cambian al mundo. http://www.semana.com/. 2013
-Mejor medio comunitario de Colombia. Premio de periodismo Semana-Petrobras. 2010 
-Mejor experiencia comunitaria de Colombia. Cívico-Por una Bogotá mejor. Casa Editorial El Tiempo
-Mejor experiencia de innovación autosostenible urbana en Colombia. UNEP-Naciones Unidas (Postulada). 2010 

En la actualidad el festival recibe más de 600 películas nacionales e internacionales siendo catalogado como uno de los festivales de cine alternativo y comunitario más importantes de Colombia y América Latina.